# STS-117
STS-117 – załogowa misja promu kosmicznego Atlantis na Międzynarodową Stację Kosmiczną. Start nastąpił 8 czerwca 2007 roku z Centrum Lotów Kosmicznych imienia Johna F. Kennedy’ego. Misja zakończyła się 22 czerwca 2007, czyli po 14 dniach w przestrzeni kosmicznej. Wahadłowiec Atlantis przetransportował na orbitę elementy kratownicowe ITS S3/S4 oraz baterie słoneczne PV Array. Nastąpiła również zmiana jednego z członków załogi ekspedycji 15 na Międzynarodowej Stacji Kosmicznej: astronautkę Sunitę Williams zastąpił przywieziony przez prom Atlantis Clayton Anderson.
W trakcie pobytu astronautów na Międzynarodowej Stacji Kosmicznej wykonali oni cztery spacery kosmiczne, podczas których dokonali montażu elementów ITS S3/S4 oraz PV Array, a także naprawy elementów Międzynarodowej Stacji Kosmicznej oraz osłony termicznej wahadłowca Atlantis.

## Załoga
źródło
- Frederick Sturckow (3 lot) dowódca (NASA / USA)
- Lee Archambault (1 lot) pilot (NASA / USA)
- James Reilly (3 lot) specjalista misji 1 (NASA / USA)
- Steven Swanson (1 lot) specjalista misji 2 (NASA / USA)
- John Olivas (1 lot) specjalista misji 3 (NASA / USA)
- Patrick Forrester (2 lot) specjalista misji 4 (NASA / USA)
- Clayton Anderson (1 lot) specjalista misji 5, członek załogi pozostający na ISS (NASA / USA)
- Sunita Williams (1 lot) specjalista misji 5, członek załogi powracający z ISS (NASA / USA)

W styczniu 2005 roku Mark Polansky został przeniesiony do misji wahadłowca Discovery STS-116, przez co zastąpił go Lee Archambault, podobnie stało się z Joan E.M. Higginbotham, astronautkę zastąpił Steven Swanson. W tym samym czasie John Olivas awansował na miejsce Richarda Mastrachio'ego. 26 kwietnia 2007 do załogi misji dołączył Clayton Anderson.

## Plan lotu
- 8 czerwca 2007 – start z Centrum Lotów Kosmicznych imienia Johna F. Kennedy’ego
- 10 czerwca 2007 – dokowanie do Międzynarodowej Stacji Kosmicznej
- 11 czerwca 2007 – pierwszy spacer kosmiczny z udziałem Jamesa Reilly'ego i Johna Olivasa
- 13 czerwca 2007 – drugi spacer kosmiczny z udziałem Stevena Swansona i Patricka Forrestera
- 15 czerwca 2007 – trzeci spacer kosmiczny z udziałem astronautów z pierwszego spaceru kosmicznego
- 17 czerwca 2007 – odłączenie wahadłowca od Międzynarodowej Stacji Kosmicznej
- 19 czerwca 2007 – lądowanie na lotnisku Centrum Lotów Kosmicznych imienia Johna F. Kennedy’ego na Florydzie

## Rzeczywisty przebieg misji
- 15 lutego 2007 – o godz. 20:09 UTC prom został umieszczony na platformie startowej 39A.
- 26 lutego 2007 – nad wyrzutnią 39A przeszła burza z gradobiciem, która uszkodziła ET oraz wahadłowiec.
- 4 marca 2007 – Atlantis został z powrotem przetransportowany do VAB celem oceny i naprawy uszkodzeń. Rozważano również możliwość wymiany ET na nowy zbiornik, przeznaczony dla misji STS-118.
- 10 kwietnia 2007 – szefostwo NASA podjęło decyzję kontynuacji napraw zbiornika i wyznaczyło nową datę startu na 9 czerwca 2007.
- 15 maja 2007 – orbiter ponownie został umieszczony na wyrzutni.
- 8 czerwca 2007 – start promu Atlantis z Centrum Lotów Kosmicznych imienia Johna F. Kennedy’ego.
- 10 czerwca 2007 – nastąpiło dokowanie do Międzynarodowej Stacji Kosmicznej.
- 11 czerwca 2007 – miał miejsce pierwszy spacer kosmiczny z udziałem Jamesa Reilly'ego i Johna Olivasa.
- 13 czerwca 2007 – miał miejsce drugi spacer kosmiczny z udziałem Stevena Swansona i Patricka Forrestera.
- 15 czerwca 2007 – miał miejsce trzeci spacer kosmiczny z udziałem Jamesa Reilly'ego i Johna Olivasa.
- 17 czerwca 2007 – miał miejsce czwarty, ponadplanowy spacer kosmiczny z udziałem Stevena Swansona i Patricka Forrestera.
- 19 czerwca 2007 – nastąpiło odłączenie wahadłowca od Międzynarodowej Stacji Kosmicznej.
- 22 czerwca 2007 – lądowanie w bazie lotniczej Edwards w Kalifornii.